# Schwarzberghorn
Pour les articles homonymes, voir Corno Nero.
 (juin 2021).
Le Schwarzberghorn (appelé Corno Nero en italien), est un sommet des Alpes valaisannes situé à la frontière entre la Suisse (canton du Valais) et l'Italie (Piémont), qui culmine à 3 609 m d'altitude.
Situé au sud du Strahlhorn et au nord de la Cima di Jazzi, le Schwarzberghorn domine le glacier de Findelen à l'ouest, le glacier de Schwarzberg (de) et le barrage de Mattmark au nord-est et l’agglomération de Macugnaga au sud-est, du côté italien.